# Upplaga
Upplaga och utgåva är termer som används till exempel inom bok- och tidningsbranschen. Orden är substantiv och ofta synonyma med edition. Både utgåva och upplaga kan syfta på en tryckning av en uppsättning identiska exemplar av en publikation. Ordet upplaga kan också syfta på antalet exemplar i en utgåva.

## Böcker
Inom boktryckarkonsten avses resultatet av tryckprocessen. Den färdiga produkten i en upplaga kan vara ett i förväg bestämt antal böcker, tidningar, litografier eller dylikt. En förstaupplaga är oftast den mest värdefulla upplagan av en bok; förstaupplagor hos äldre böcker (som till exempel Gutenbergs Bibel) kan bli väldigt värdefulla.
En bokförläggare hoppas att ta igen en stor del av bokens kostnad från försäljningen av bokens första upplaga. Därför kan många varierade kommersiella och logistiska faktorer väga in i beslutet om hur stor upplagan ska vara, det vill säga hur många böcker som ska tryckas.
Om en upplaga säljs ut kan förläggaren göra ett nytryck, det vill säga ge ut en ny upplaga. Några nyutgivningar har exakt samma innehåll som den föregående upplagan, medan i andra görs rättelser och ändringar före nytryckningen. Förläggaren kan välja att inte trycka fler exemplar; boken är då "slut hos förläggaren." I samband med den moderna elektroniska tekniken för e-böcker kan förläggare i princip behålla boktitlar tillgängliga i evighet, och det finns nu få anledningar till att en bok skulle bli otillgänglig.
Ibland kan en hel upplaga var otillfredsställande av någon anledning, särskilt hos konst- och fotografiböcker där det återgivna materialets kvalité är högst väsentlig. Sådana upplagor förstörs genom att återvinnas som pappersmassa, men kan ibland fraktas till och säljas billigt på utländska marknader.

## Tidningar
Inom tidningsbranschen avser upplagan, det antal tidningar som trycks av varje utgåva. Antal tryckta tidningsexemplar är viktigt, bland annat för annonsörer. De flesta dagstidningar i Sverige får sin upplaga kontrollerad av Tidningsstatistik, TS. 
Orden tidningsnummer och tidskriftsnummer används ofta som alternativ till utgåva då dessa utkommer kronologiskt numrerade.

## Köpfilm och musikalbum
Det finns olika termer för upplaga inom marknadsföring av köpfilm och musikalbum. Det kan vara begränsade upplagor, samlarupplagor, lyxupplagor, mm. Vanligast används det engelska ordet edition istället för upplaga vid marknadsföring av dessa produkter. Exempelvis, special edition, limited edition, deluxe edition och collector's edition.

## Upplaga och edition
Upplaga, utgåva och edition är motsvarande begrepp. Alla tre orden kan syfta på en viss utgåva av en publikation. Ordet upplaga kan också syfta på storleken (mätt i antal exemplar) på den utgåvan.

## Källhänvisningar
1. ↑  "edition". NE.se. Läst 12 januari 2015.